# Charlotte Dujardin
Charlotte Dujardin OBE (Enfield, 13 de julho de 1985) é uma adestradora de elite britânica. A britãnica com mais sucesso no adestramento da história do esporte, campeã de todas as competições possíveis. O cavalo de Dujardin é chamado Valegro ele é da raça Dutch Warmblood própria para adestramento e saltos. 

## Carreira

### Londres 2012
Charlotte Dujardin representou seu país nos Jogos Olímpicos de 2012, na qual conquistou no adestramento individual e por equipes a medalha de ouro.

### Las Vegas 2015
Em 19 de abril de 2015 em Las Vegas, Nevada. Dujardin e Valegro ganharam a Copa do Mundo FEI com uma pontuação de 94.169% no dia final da competição.  Este feito foi quarto título consecutivo fazendo eles a única dupla a ter quatro consecutivos títulos mundiais.

### Rio 2016
No Rio, mais uma vez foi predominante com ótima performance com Valegro, revalidou o ouro. Enquanto que por equipes a sua equipe britânica, levou a medalha de prata.

## Cavalos
- AD Valegro – Dutch Warmblood (*2002), holandês. Proprietários: Carl Hester e Rowena Luard